# Салатрук (Мехединци)
Салатрук (рум. Sălătruc) насеље је у Румунији у округу Мехединци у општини Гречи. Oпштина се налази на надморској висини од 238 m.

## Становништво
Према подацима из 2002. године у насељу је живело 242 становника, од којих су сви румунске националности.